# المير لوبس دي لونا
المير لوبس دي لونا (20 مايو 1982 بجواو بيسوا في البرازيل - ) هو لاعب كرة قدم برازيلي وكوري جنوبي في مركزي الوسط والهجوم. لعب مع أتلتيكو مينييرو وإنتشون يونايتد وبوتافوغو ريغاتاس وبوهانغ ستيلرز ونادي أولسان هيونداي ونادي السالمية ونادي بونتي بريتا ونادي فلامنغو ونادي فيغورينسي ونادي فيلا نوفا ونادي بوتافوغو اس بي وAssociação Desportiva Cabofriense ‏ وأمريكا دي ناتال ‏ ونادي بانغو أتلتيكو.

## وصلات خارجية
- المير لوبس دي لونا على موقع دوري كوريا الجنوبية (الإنجليزية)
- المير لوبس دي لونا على موقع قاعدة بيانات كرة القدم.إي يو (الإنجليزية)
- المير لوبس دي لونا على موقع Soccerway.com (الإنجليزية)